# Кухнашахр
Кухнаша́хр (тадж. Кӯҳнашаҳр) — село у складі Хатлонської області Таджикистану. Входить до складу Зарбдорського джамоату Кулобського району.
Назва означає старе місто.
Населення — 3876 осіб (2010; 3790 в 2009, 1520 в 1980).
Національний склад станом на 1980 рік — таджики.
Через село проходить автошлях Р-23 Ґулістон-Кулоб.